# تليتبيز
تليتبيز (بالإنجليزية: Teletubbies)‏ برنامج للأطفال، يعد من أشهر برامج الأطفال التي قدمتها بريطانيا، أبطال البرنامج هم أربع شخصيات تينكي وينكي (بنفسجي)، ديبسي (أخضر)، وهم ذكور. لالا (أصفر)، بو (أحمر) وهما إناث. استمر عرض المسلسل منذ سنة 1997 إلى 2015 وتم عرض الكثير من الحلقات، فاز المسلسل بجائزة بافتا. البرنامج هو للاطفال بين 1-4 سنوات. البرنامج يدور حول مغامرات تليتبيز الاربع يلعبون في عالم تليتبيز المبهج والمرح.
وهو من إنتاج قناة بي بي سي حصل المسلسل التلفزيوني للأطفال على(المقام الأول) مرحلة ما قبل المدرسة الأطفال الذين تتراوح أعمارهم بين 1-10 سنوات، التي شغلت 1997-2001. وقد أنتجت من قبل إنتاج دوول والتي أنشأتها آن وود البنك المركزي، الخلاقة مدير دوول، ودافنبورت أندرو، الذي كتب كل من المعرض 365 الحلقات. وكان الراوي الأصلي برنامج تيم ويتنال. برنامج بثته الأول في 31، وكان مجمع مارس 1997 في الولايات المتحدة بشأن برنامج تلفزيوني على شبكة 6 أبريل 1998. وأصبح بسرعة والتجارية النجاح الحاسمة في بريطانيا والخارج (لا سيما بالنسبة للارتفاع الملحوظ القيم إنتاجها)، وفاز بافتا في عام 1998. وفي عام 2001 تم إلغاء الإنتاج، وكان أعلن أن إنتاج يكون هناك حلقات جديدة، مع حلقة بثت أن الأخير في 5 يناير 2001. تليتبيز في كل مكان ومنحت جائزة أفضل مرحلة ما قبل المدرسة لايف العمل السلسلة 'في جوائز بافتا للأطفال لعام 2002.

## الشخصيات الرئيسية
- تينكي وينكي: هو أطول وأول تليتابي، لونه بنفسجي، ولديه حقيبة حمراء يحملها أينما ذهب، وهو نشيط ورقيق لكنه ساذج قليلًا.
- ديبسي: هو ثاني تليتابي، لونه أخضر، لديه قبعة بيضاء وسوداء يحب أن يرتديها، هو الأكثر عنادًا بين أصدقائه، يحب الغناء والرقص، لكنه لا يحب أن يبقى مع أصدقائه كثيرًا.
- لالا: هي ثالث تليتابي، لونها أصفر، لديها كره برتقاليه تحب العب بها، هي حاده قليلًا ومدللة، لكنها ليست ذكيه
- بو: هي رابع واصغر تليتابي، لونها أحمر، ولديها سكوتر أزرق ووردي تحب ركوبه، هي ذكية ولطيفة ودائما ما تتحدث بصوت هادئ، ولا تحب أن تطيع أوامر الراوي والأبواق الصوتية، وهي دائما ما تحل مشاكلهم.

## الشخصيات الفرعية
- :نو نو: مكنسة التليتابيز الاليفة، دائمًا ما تنظف الفوضي الذي يحدثونها.
- الشمس: شمس بوجه طفل رضيع، تشرق المكان بضحكاتها.
- الأبواق الصوتية: هي خمسة أبواق تخرج من الأرض، بعضها بصوت ذكر وبعضها الأخر بصوت أنثى، تعطي الأوامر للتليتابيز، وأحيانًا تصدر بعض الأغاني والموسيقى.

## العرض الجديد
عُرِض المسلسل الجديد لأول مرة في 9 نوفمبر 2015.

## روابط خارجية
- تليتبيز على موقع IMDb (الإنجليزية)
- تليتبيز على موقع ميتاكريتيك (الإنجليزية)
- تليتبيز على موقع الموسوعة البريطانية (الإنجليزية)
- تليتبيز على موقع نتفليكس (الإنجليزية)
- تليتبيز على موقع ميوزك برينز (الإنجليزية)
- تليتبيز على موقع ديسكوغز (الإنجليزية)
- تليتبيز على موقع أول موفي (الإنجليزية)
- تليتبيز على موقع كينوبويسك (الروسية)
- تليتبيز على موقع ألو سيني (الفرنسية)
- تليتبيز على موقع قاعدة بيانات الفيلم (الإنجليزية)